# Švábovce
Švábovce jsou obec na Slovensku v okrese Poprad na hlavní silnici mezi Popradem a Prešovem. V obci žije přibližně 1 700 obyvatel.

## Historie
První písemná zmínka o Švábovcích pochází z roku 1268. Vesnici osídlili kolonizátoři z Německa, kteří do oblasti přišli po mongolském vpádu. Vesnice byla královským majetkem do roku 1294, kdy ji král Ondřej III. věnoval Arnoldovi III. z Hrhova, po jehož smrti se ve vsi usídlili jeho synové Henrich a Jordán. Příslušníci jejich rodu začali používat přídomek ze Švábovců (poprvé se objevil roku 1328). Okolo poloviny čtrnáctého století páni ze Švábovců získali majetky svých příbuzných ze Slovenské Vsi, do které poté přesídlili. Bývalé panské sídlo ve Švábovcích tak ztratilo sídelní funkci a postupně se přeměnilo na kurii s hospodářským dvorem.
Henrich ze Švábovců roku 1485 přenechal celou vesnici se šlechtickou kurií a dvorem kežmarskému rychtáři Jakubovi. Jeho rod vesnici definitivně ztratil na začátku šestnáctého století. Pozdější majitelé z různých rodů vlastnili vesnici i se dvorem. Jedním z nich byl Krištof Warkoch, který kurii rozšířil. Roku 1681 ke dvoru patřila chmelnice a ovocný sad. Výrazně přestavěný areál dvora se částečně dochoval západně od kostela svatého Krista Krále (původně svatého Filipa a Jakuba).

## Pamětihodnosti

### Katolický kostel Krista krále
Katolický kostel stojí na návrší; je raně gotický s románskými elementy. Byl založen ve 13. století. Zachovaly se v něm středověké fresky.

### Evangelický kostel

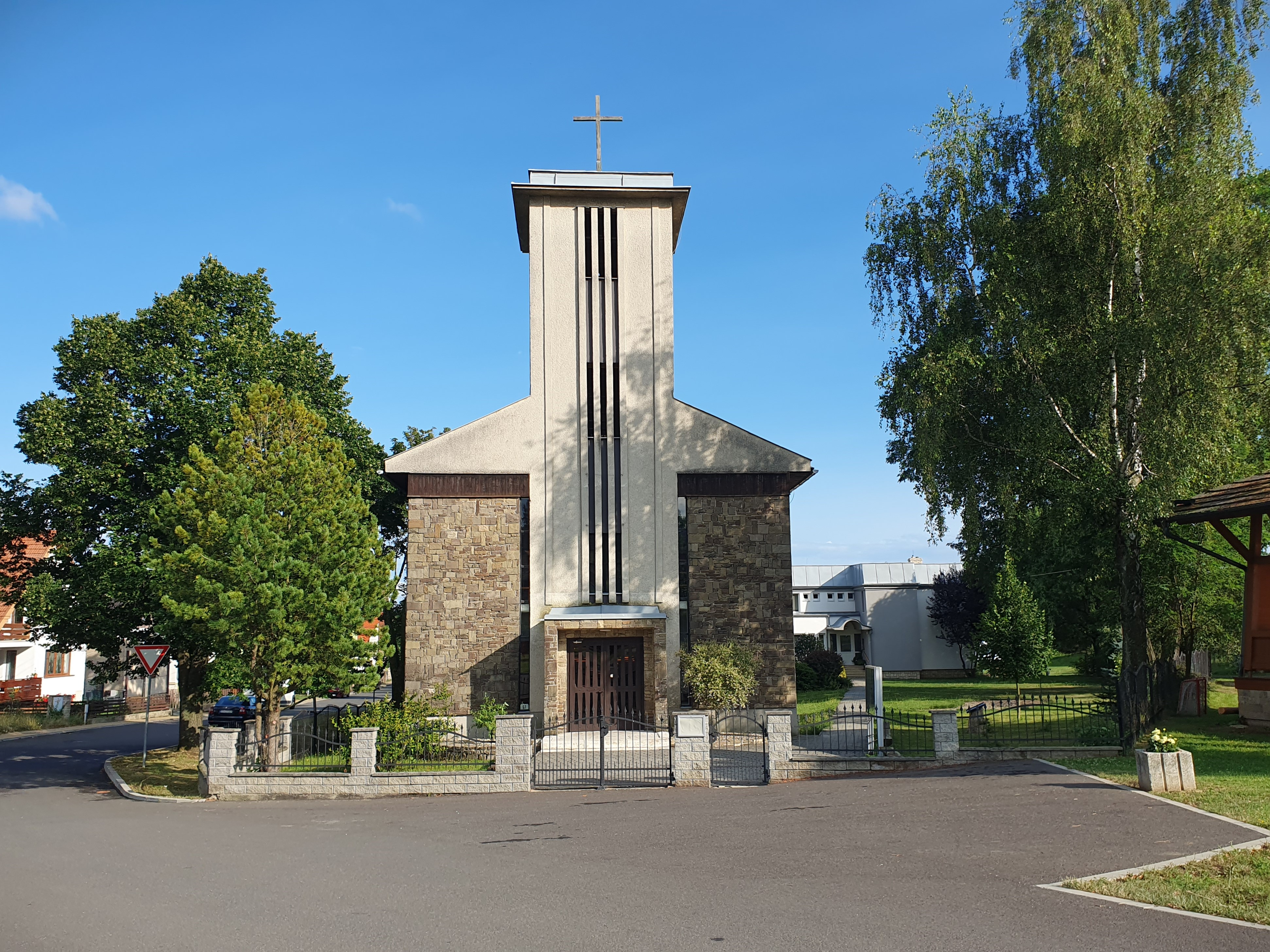
Evangelický kostel ve Švábovcích

Evangelický kostel byl vystavěn v letech 1966-1970 na místě staršího kostela z první čtvrtiny 19. století, z něhož byl na nový kostel použit pískovcový kámen.

## Přírodní poměry
Švábovce leží v západní části Spišské kotliny, vyplněné jílovcovo-pískovcovým souvrstvím centrálně-karpatského flyše s vložkami dobyvatelných, oxidokarbonických manganových rud. Nadmořská výška katastrálního území obce se pohybuje v rozmezí 596–805 metrů.